# Joe Deninzon
Joe Deninzon (* 3. Dezember 1974 in Leningrad) ist ein amerikanischer Jazzgeiger (auch Mandoline, Gesang), Bandleader und Komponist.

## Leben und Wirken
Deninzon ist Sohn eines Konzertviolinisten und einer Pianistin. Er wuchs in Cleveland auf und studierte klassische und Jazzvioline an der Indiana University. Nach seinem Umzug nach New York City 1998 nahm er sein Debütalbum Electric/Blue im Fusion-Idiom auf. Danach arbeitete er als freischaffender Studiomusiker (u. a. für Sheryl Crow, Bruce Springsteen, Phoebe Snow, Ritchie Blackmore, Smokey Robinson und Les Paul), studierte bis zum Master an der Manhattan School of Music und unterrichtete an The New School for Jazz and Contemporary Music. In dieser Zeit begann seine Zusammenarbeit mit dem Metal-Gitarristen Alex Skolnick, aus dem das Bandprojekt Stratospheerius hervorging. 2002 erschien das Album The Adventures of Stratospheerius, meistenteils mit Deninzons Eigenkompositionen neben Interpretationen von Wayne Shorter, Vince Guaraldi und Stevie-Wonder-Titeln. Nach dem Livealbum Live Wires verließ Skolnick die Band und wurde durch Jake Ezra ersetzt; hinzu kam die Schlagzeugerin Lucianna Padmore. Weitere Mitglieder waren der Bassist Bob Bowen und der Gitarrist Mack Price. Daneben leitete er das akustische Joe Deninzon Trio, mit Bowen und Gitarrist Steve Benson (Exuberance, 2010). Weiterhin ist er als Sologeiger mit dem New York City Ballet aktiv und hat die Broadwayshow Spider Dance gemeinsam mit der Perkussionistin Alessandra Belloni geschrieben, geleitet und aufgeführt. Seit dem 23. Mai 2023 ist er Mitglied der US-Band Kansas.

## Diskographische Hinweise
- Stratospheerius Live Wires (2004)
- Stratospheerius Headspace (2007)
- Stratospheerius The Next World (2012), mit Aurelien Budynek, Jamie Bishop
- Stratospheerius Impostor! (2025), mit Michael Sadler, Randy McStine